# Jan Mårtensson (1936–2003)
Jan Åke Mårtensson, född 1 november 1936 i Tolånga församling i dåvarande Malmöhus län, död 29 september 2003 i Sankt Peters Klosters församling i Lund i Skåne län, var en svensk journalist och författare.
Efter realexamen i Tomelilla och studentexamen i Lund följde akademiska studier vilka resulterade i att han blev filosofie kandidat i engelska, litteraturhistoria, nordiska språk och filosofi. På 1960-talet började han på Sydsvenskan där han kom att verka hela sitt liv, frånsett två längre avbrott då han var utrikeskorrespondent i London respektive i Berlin. Under lång tid var han chef för tidningens Lundaredaktion och samtidigt reporter och krönikör. Han skrev för Sydsvenskan fram till sin död.
Som författare debuterade han i Lundaantologin Det krökta rummet. Han gav ut Beska droppar från Lund, kåserier om lokal politik, och Bak pelaren, där han kåserade om handboll. Därefter följde ett större antal böcker om Lund, däribland Lundaprofiler under tusen år tillsammans med tecknaren Andrzej Płoski samt en svit av böcker om "vad som egentligen gör Lund till Lund" tillsammans med fotografen Per Lindström (se bibliografi).
Jan Mårtensson var från 1959 gift med Gunilla Mårtensson (född 1938). De fick sönerna Ulf (född 1960) och Jens (född 1969).